# Kōshū
Kōshū (山梨市 Kōshū-shi?) este un municipiu din Japonia, prefectura Yamanashi.